# Monte Wood
El monte Wood es un monte de 285 m s. n. m., cercano a la bahía de San Julián, en la provincia de Santa Cruz, en la Patagonia argentina.

## Características
El monte se encuentra a siete kilómetros del casco urbano de la ciudad de Puerto San Julián. Cuenta, desde su base hasta su cima, con un parque temático de índole religiosa, llamado Via lucis, y constituye un mirador natural desde el que se domina toda la bahía San Julián y se avizora la ciudad y el océano Atlántico.

## Historia
Originalmente fue denominado «monte de Cristo» por el navegante portugués Fernando de Magallanes que, en 1520, invernó en la bahía y antes de partir mandó erigir una cruz en la cima de esta elevación.
Posteriormente, en 1670, la expedición del contralmirante británico John Narborough exploró las costas patagónicas y John Wood, uno de sus hombres, acompañado de otros marinos, inspeccionó la bahía de San Julián, ascendió al monte de Cristo y practicó en la tosca del lugar la inscripción «John Wood». En 1746 la expedición de Joaquín Olivares y Centeno descubrió la inscripción y desde entonces el monte es conocido como monte Wood.